# Яункалснава (станция)
Я́ункалснава (латыш. Jaunkalsnava) — железнодорожная станция в Латвии на линии Плявиняс — Гулбене. Расположена на территории посёлка Яункалснава (Мадонский край, Калснавская волость). Ответвления на Калснавский спиртзавод и Весетский карьер.

## История
Станция открыта одновременно с открытием линии Плявиняс — Валга. Некогда существовали подъездные пути к песчаным карьерам на реке Арона и узкоколейная ветка, оканчивавшаяся на берегу Айвиексте. Ветка Яункалснава — Весета построена в 1980 гг.